# Zarenthien
Zarenthien ist ein Ortsteil der Gemeinde Rosche im niedersächsischen Landkreis Uelzen.

## Geografie und Verkehrsanbindung
Zarenthien liegt nordöstlich des Kernortes Rosche an der Kreisstraße K 30. Am südlichen Ortsrand verläuft die B 493 und nördlich die B 191.